# Sphacelodes brunneata
Sphacelodes brunneata är en fjärilsart som beskrevs av W. Warren 1907. Sphacelodes brunneata ingår i släktet Sphacelodes och familjen mätare. Inga underarter finns listade i Catalogue of Life.